# Copa do Mundo de Rugby Union de 2019
A Copa do Mundo de Rugby Union de 2019 (em japonês:  2019 ラグビーワールドカップ) foi a nona edição da Copa do Mundo de Rugby Union, que ocorreu no Japão de 20 de setembro a 2 de novembro. Esta foi a primeira vez que o torneio realizou-se na Ásia, a primeira vez que torneios consecutivos foram realizados no mesmo hemisfério e também a primeira vez que o evento aconteceu fora do coração tradicional do esporte.
Hong Kong e Singapura expressaram interesse em sediar alguns dos jogos e foram incluídos como parte da oferta de hospedagem original do JRFU para o World Rugby, mas não estavam entre as quatorze sub-sedes anunciadas pelos organizadores do evento em 5 de novembro de 2014, que formalmente se candidataram ao direito de sediar jogos.
A partida de abertura da Copa do Mundo de Rugby de 2019 foi realizada no Estádio de Tóquio, em Chofu, e a partida final será realizada no Estádio Internacional de Yokohama, em Kanagawa. Estas mudanças em locais de partidas foram anunciadas em setembro de 2015, quando os planos para o torneio foram revisados pelo comité organizador do Japão e aceitos pelo World Rugby. O Estádio Olímpico de Tóquio, em reconstrução para as Olimpíadas de Verão de 2020, foi originalmente a peça central da candidatura da Copa do Mundo de Rúgbi do Japão, mas as revisões dos planos do Estádio Olímpico determinaram mudanças no local da Copa do Mundo.

## Escolha da sede
O IRB (Atual World Rugby) solicitou que quem desejasse sediar a Copa do Mundo de Rugby de 2015 ou 2019 deveria indicar sua intenção até 15 de agosto de 2008. Isso seria apenas para indicar interesse; nenhum detalhe teve que ser fornecido neste estágio. Um recorde de dez uniões indicaram interesse em sediar os eventos de 2015 e/ou 2019. O torneio de 2019 recebeu o interesse de nove nações diferentes.
A Jamaica foi a união mais surpreendente a anunciar o interesse em sediar o evento, considerando que eles nunca haviam participado de uma Copa do Mundo anterior, embora tenham se retirado rapidamente. A Rússia também anunciou inicialmente planos para concorrer às Copas do Mundo de 2015 e 2019, mas retirou ambas as propostas em fevereiro de 2009 em favor do que provou ser uma proposta bem-sucedida para a Copa do Mundo de Rugby Sevens de 2013. A Austrália se retirou do processo de candidatura em 6 de maio de 2009.
Os três anfitriões potenciais - Itália, Japão e África do Sul - foram anunciados em 8 de maio de 2009. Em uma reunião especial realizada em Dublin em 28 de julho de 2009, o International Rugby Board (IRB) confirmou que a Inglaterra sediaria a Copa do Mundo de Rugby de 2015 e o Japão sediou o evento de 2019. A IRB votou de 16 a 10 a favor da aprovação da recomendação da Rugby World Cup Ltd (RWCL) de que Inglaterra e Japão deveriam ser nomeados como anfitriões.

## Sedes
| Chofu                  | Yokohama                                                                                        | Fukuroi                                                                                         | Higashiosaka                       |
| ---------------------- | ----------------------------------------------------------------------------------------------- | ----------------------------------------------------------------------------------------------- | ---------------------------------- |
| Ajinomoto Stadium      | International Stadium Yokohama                                                                  | Shizuoka Stadium                                                                                | Hanazono Rugby Stadium             |
| Capacidade: 49.970     | Capacidade: 72.327                                                                              | Capacidade: 50.889                                                                              | Capacidade: 30.000                 |
|                        |                                                                                                 |                                                                                                 |                                    |
| Fukuoka                | Chofu Fukuroi Yokohama Higashiosaka Toyota Fukuoka Sapporo Oita Kumamoto Cobe Kumagaya Kamaishi | Chofu Fukuroi Yokohama Higashiosaka Toyota Fukuoka Sapporo Oita Kumamoto Cobe Kumagaya Kamaishi | Toyota                             |
| Level5 Stadium         | Chofu Fukuroi Yokohama Higashiosaka Toyota Fukuoka Sapporo Oita Kumamoto Cobe Kumagaya Kamaishi | Chofu Fukuroi Yokohama Higashiosaka Toyota Fukuoka Sapporo Oita Kumamoto Cobe Kumagaya Kamaishi | Toyota Stadium                     |
| Capacidade: 22.563     | Chofu Fukuroi Yokohama Higashiosaka Toyota Fukuoka Sapporo Oita Kumamoto Cobe Kumagaya Kamaishi | Chofu Fukuroi Yokohama Higashiosaka Toyota Fukuoka Sapporo Oita Kumamoto Cobe Kumagaya Kamaishi | Capacidade: 45.000                 |
|                        | Chofu Fukuroi Yokohama Higashiosaka Toyota Fukuoka Sapporo Oita Kumamoto Cobe Kumagaya Kamaishi | Chofu Fukuroi Yokohama Higashiosaka Toyota Fukuoka Sapporo Oita Kumamoto Cobe Kumagaya Kamaishi |                                    |
| Sapporo                | Chofu Fukuroi Yokohama Higashiosaka Toyota Fukuoka Sapporo Oita Kumamoto Cobe Kumagaya Kamaishi | Chofu Fukuroi Yokohama Higashiosaka Toyota Fukuoka Sapporo Oita Kumamoto Cobe Kumagaya Kamaishi | Oita                               |
| Sapporo Dome           | Chofu Fukuroi Yokohama Higashiosaka Toyota Fukuoka Sapporo Oita Kumamoto Cobe Kumagaya Kamaishi | Chofu Fukuroi Yokohama Higashiosaka Toyota Fukuoka Sapporo Oita Kumamoto Cobe Kumagaya Kamaishi | Estádio Big Eye                    |
| Capacidade: 41.410     | Chofu Fukuroi Yokohama Higashiosaka Toyota Fukuoka Sapporo Oita Kumamoto Cobe Kumagaya Kamaishi | Chofu Fukuroi Yokohama Higashiosaka Toyota Fukuoka Sapporo Oita Kumamoto Cobe Kumagaya Kamaishi | Capacidade: 40.000                 |
|                        | Chofu Fukuroi Yokohama Higashiosaka Toyota Fukuoka Sapporo Oita Kumamoto Cobe Kumagaya Kamaishi | Chofu Fukuroi Yokohama Higashiosaka Toyota Fukuoka Sapporo Oita Kumamoto Cobe Kumagaya Kamaishi |                                    |
| Kumamoto               | Kobe                                                                                            | Kumagaya                                                                                        | Kamaishi                           |
| Umakana Yokana Stadium | Estádio Kobe Wing                                                                               | Kumagaya Rugby Stadium                                                                          | Kamaishi Recovery Memorial Stadium |
| Capacidade: 32.000     | Capacidade: 30.312                                                                              | Capacidade: 24.000                                                                              | Capacidade: 16.187                 |
|                        |                                                                                                 |                                                                                                 |                                    |

## Qualificatórias
As três melhores equipes em cada um dos quatro grupos da Copa do Mundo de Rugby de 2015 se qualificaram automaticamente para o próximo torneio. Em virtude de sediar o torneio, o Japão teve a qualificação garantida para o torneio antes da Copa do Mundo de Rugby de 2015. As oito vagas restantes foram decididas pelas competições regionais existentes, seguidas de alguns playoffs regionais. A vaga final foi decidida por um torneio de repescagem em Marselha, em novembro de 2018, que foi vencido pelo Canadá.
A tabela abaixo mostra as equipes qualificadas:
| Times Qualificados | Times Qualificados | Times Qualificados     | Times Qualificados    | Times Qualificados                                    | Times Qualificados |
| Região             | Time               | Método de qualificação | Aparências anteriores | Melhor resultado                                      | Ranking Mundial1   |
| ------------------ | ------------------ | ---------------------- | --------------------- | ----------------------------------------------------- | ------------------ |
| África             | África do Sul      | Automático             | 6                     | Campeões (1995, 2007)                                 | 4                  |
| África             | Namíbia            | África 1               | 5                     | Fase inicial                                          | 23                 |
| América do Norte   | Estados Unidos     | Américas 1             | 7                     | Fase inicial                                          | 13                 |
| América do Norte   | Canadá             | Repescagem             | 8                     | Quartas-de-final (1991)                               | 22                 |
| América do Sul     | Argentina          | Automático             | 8                     | Terceiro lugar (2007)                                 | 11                 |
| América do Sul     | Uruguai            | Américas 2             | 3                     | Fase de grupos                                        | 19                 |
| Ásia               | Japão              | País-sede              | 8                     | Fase inicial                                          | 10                 |
| Europa             | Inglaterra         | Automático             | 8                     | Campeões (2003)                                       | 3                  |
| Europa             | França             | Automático             | 8                     | Vice-campeões (1987, 1999, 2011)                      | 8                  |
| Europa             | Geórgia            | Automático             | 4                     | Fase inicial                                          | 12                 |
| Europa             | Irlanda            | Automático             | 8                     | Quartas-de-final (1987, 1991, 1995, 2003, 2011, 2015) | 1                  |
| Europa             | Itália             | Automático             | 8                     | Fase inicial                                          | 14                 |
| Europa             | Rússia             | Europa 1               | 1                     | Fase inicial                                          | 20                 |
| Europa             | Escócia            | Automático             | 8                     | Quarto lugar (1991)                                   | 7                  |
| Europa             | País de Gales      | Automático             | 8                     | Terceiro lugar (1987)                                 | 5                  |
| Oceania            | Austrália          | Automático             | 8                     | Campeões (1991, 1999)                                 | 6                  |
| Oceania            | Fiji               | Oceania 1              | 7                     | Quartas-de-final (1987, 2007)                         | 9                  |
| Oceania            | Nova Zelândia      | Automático             | 8                     | Campeões (1987, 2011, 2015)                           | 2                  |
| Oceania            | Samoa              | Vencedor do Play-off   | 7                     | Quartas-de-final (1991, 1995)                         | 16                 |
| Oceania            | Tonga              | Oceania 2              | 7                     | Fase de grupos                                        | 15                 |

## Sorteio dos grupos
O sorteio dos grupos ocorreu no dia 10 de maio de 2017 em Quioto. Foram alocadas as 12 equipes já qualificadas previamente à respectivos potes de sorteio seguindo a ordem do ranking.
- Pote 1: Os quatro times mais bem colocados no ranking;
- Pote 2: Os quatro times seguintes mais bem colocados no ranking;
- Pote 3: Os quatro times finais mais bem colocados do ranking.

Os dois potes restantes ficarão para os oito times que se classificarem, com alocação para cada pote baseada na força de jogo anterior da Copa do Mundo de Rugby:
- Pote 4: – Oceania 1, Américas 1, Europa 1, Africa 1;
- Pote 5: – Oceania 2, Américas 2, Ganhador do Play-Off, Ganhador da repescagem.

| Pote 1                                             | Pote 2                                             | Pote 3                                 | Pote 4                                   | Pote 5                               |
| -------------------------------------------------- | -------------------------------------------------- | -------------------------------------- | ---------------------------------------- | ------------------------------------ |
| - Nova Zelândia - Inglaterra - Austrália - Irlanda | - Escócia - França - África do Sul - País de Gales | - Argentina - Japão - Geórgia - Itália | - Fiji - Estados Unidos - Rússia - Samoa | - Tonga - Uruguai - Namíbia - Canadá |

## Fase de grupos
A fase de grupo consiste em 20 equipes divididas em 4 grupos com 5 seleções cada onde se enfrentam em turno único e no sistema de todos contra todos.A cada vitória o time ganha 4 pontos por uma vitória, 2 por um empate e 0 por uma derrota.Caso um time faça quatro tries em uma partida ganha um ponto bônus,assim também acontece quando uma derrota for com menos de 8 pontos de diferença .
| Grupo A                                      | Grupo B                                                     | Grupo C                                                    | Grupo D                                                |
| -------------------------------------------- | ----------------------------------------------------------- | ---------------------------------------------------------- | ------------------------------------------------------ |
| - Irlanda - Escócia - Japão - Rússia - Samoa | - Nova Zelândia - África do Sul - Itália - Namíbia - Canadá | - Inglaterra - França - Argentina - Estados Unidos - Tonga | - Austrália - País de Gales - Geórgia - Fiji - Uruguai |

As equipes que terminarem nos dois primeiros lugares de cada grupo avançam para as quartas-de-final. As três melhores equipes de cada grupo ganham uma vaga automática para a Copa do Mundo de Rugby Union de 2023,que acontecerá na França.
Critérios de desempate
Se duas ou mais equipes terminarem empatadas em pontos, os seguintes desempatadores se aplicarão:
1. O vencedor do jogo entre as duas equipes;
2. Diferença entre pontos marcados a favor e pontos marcados contra em todas as partidas do grupo;
3. Diferença entre ensaios marcados a favor e ensaios marcados contra em todas as partidas do grupo;
4. Pontos marcados em todas as partidas do grupo;
5. A maioria dos ensaios marcados em todas as partidas do grupo;
6. Ranking Mundial da World Rugby em 14 de outubro de 2019.

Se três equipes terminassem empatadas em pontos, os critérios acima serão usados para decidir o posicionamento final de cada seleção dentro do grupo.
| Chave para cores na fase de grupos | Chave para cores na fase de grupos                                                                  |
| ---------------------------------- | --------------------------------------------------------------------------------------------------- |
|                                    | Se classifica para as quartas-de-final e já está classificado Copa do Mundo de Rugby Union de 2023. |
|                                    | Eliminado,mas também se classifica automaticamente para a Copa do Mundo de Rugby Union de 2023.     |

J = Número de partidas disputadas; V = Quantidade de vitórias; E = Quantidade de empates; D = Quantidade de derrotas; TF = Quantidade de tries (ensaios) feitos; PF = Quantidade de pontos a favor; PC = Quantidade de pontos contra; +/– = A diferença, PF – PC; PB = Pontos bónus ; Pts = Número total de pontos.

### Grupo A
| Equipe  | J | V | E | D | TF | PF  | PS  | +/−  | PB | Pts |
| ------- | - | - | - | - | -- | --- | --- | ---- | -- | --- |
| Japão   | 4 | 4 | 0 | 0 | 13 | 115 | 62  | +53  | 3  | 19  |
| Irlanda | 4 | 3 | 0 | 1 | 18 | 121 | 27  | +94  | 4  | 16  |
| Escócia | 4 | 2 | 0 | 2 | 16 | 119 | 55  | +64  | 3  | 11  |
| Samoa   | 4 | 1 | 0 | 3 | 8  | 58  | 128 | –70  | 1  | 5   |
| Rússia  | 4 | 0 | 0 | 4 | 1  | 19  | 160 | –141 | 0  | 0   |

| 20 de Setembro 19:45 (UTC+9) | Japão   | 30 – 10 | Rússia  | Tokyo Stadium, Chofu                        |
| 22 de Setembro 16:45 (UTC+9) | Irlanda | 27 – 3  | Escócia | Estádio Internacional de Yokohama, Yokohama |
| 24 de Setembro 19:15 (UTC+9) | Rússia  | 9 – 34  | Samoa   | Kumagaya Rugby Ground, Kumagaya             |
| 28 de Setembro 16:15 (UTC+9) | Japão   | 19 – 12 | Irlanda | Shizuoka Stadium Ecopa, Fukuroi             |
| 30 de Setembro 19:15 (UTC+9) | Escócia | 34 – 0  | Samoa   | Estádio Kobe Wing, Kobe                     |
| 3 de Outubro 19:15 (UTC+9)   | Irlanda | 35 – 0  | Rússia  | Estádio Kobe Wing, Kobe                     |
| 5 de Outubro 19:30 (UTC+9)   | Japão   | 38 – 19 | Samoa   | Estádio de Toyota, Toyota                   |
| 9 de Outubro 16:15 (UTC+9)   | Escócia | 61 – 0  | Rússia  | Shizuoka Stadium, Fukuroi                   |
| 12 de Outubro 19:45 (UTC+9)  | Irlanda | 47 – 5  | Samoa   | Estádio Fukuoka Hakatanomori, Fukuoka       |
| 13 de Outubro 19:45 (UTC+9)  | Japão   | 28 – 21 | Escócia | Estádio Internacional de Yokohama, Yokohama |

### Grupo B
| Equipe        | J | V | E | D | TF | PF  | PS  | +/−  | PB | Pts |
| ------------- | - | - | - | - | -- | --- | --- | ---- | -- | --- |
| Nova Zelândia | 4 | 3 | 1 | 0 | 22 | 157 | 22  | +135 | 2  | 16  |
| África do Sul | 4 | 3 | 0 | 1 | 27 | 185 | 36  | +149 | 3  | 15  |
| Itália        | 4 | 2 | 1 | 1 | 14 | 98  | 78  | +20  | 2  | 12  |
| Namíbia       | 4 | 0 | 1 | 3 | 3  | 34  | 175 | –141 | 0  | 2   |
| Canadá        | 4 | 0 | 1 | 3 | 2  | 14  | 177 | –163 | 0  | 2   |

| 21 de Setembro 18:45 (UTC+9) | Nova Zelândia | 23 – 13 | África do Sul | Estádio Internacional de Yokohama, Yokohama  |
| 22 de Setembro 14:15 (UTC+9) | Itália        | 47 – 22 | Namíbia       | Estádio de Rugby de Hanazono, Higashiosaka   |
| 26 de Setembro 16:45 (UTC+9) | Itália        | 48 – 7  | Canadá        | Estádio Fukuoka Hakatanomori, Fukuoka        |
| 28 de Setembro 18:45 (UTC+9) | África do Sul | 57 – 3  | Namíbia       | Estádio de Toyota, Toyota                    |
| 2 de Outubro 19:15 (UTC+9)   | Nova Zelândia | 63 – 0  | Canadá        | Estádio de Oita, Oita                        |
| 4 de Outubro 18:45 (UTC+9)   | África do Sul | 49 – 3  | Itália        | Shizuoka Stadium Ecopa, Fukuroi              |
| 6 de Outubro 13:45 (UTC+9)   | Nova Zelândia | 71 – 9  | Namíbia       | Tokyo Stadium, Chofu                         |
| 8 de Outubro 19:15 (UTC+9)   | África do Sul | 66 – 7  | Canadá        | Estádio Kobe Wing, Kobe                      |
| 12 de Outubro 13:45 (UTC+9)  | Nova Zelândia | 0 – 0   | Itália        | Estádio de Toyota, Toyota                    |
| 13 de Outubro 12:15 (UTC+9)  | Namíbia       | 0 – 0   | Canadá        | Kamaishi Recovery Memorial Stadium, Kamaishi |

### Grupo C
| Equipe         | J | V | E | D | TF | PF  | PS  | +/−  | PB | Pts |
| -------------- | - | - | - | - | -- | --- | --- | ---- | -- | --- |
| Inglaterra     | 4 | 3 | 1 | 0 | 17 | 119 | 20  | +99  | 3  | 17  |
| França         | 4 | 3 | 1 | 0 | 9  | 79  | 51  | +28  | 1  | 15  |
| Argentina      | 4 | 2 | 0 | 2 | 14 | 106 | 91  | +15  | 3  | 11  |
| Tonga          | 4 | 1 | 0 | 3 | 9  | 67  | 105 | −38  | 2  | 6   |
| Estados Unidos | 4 | 0 | 0 | 4 | 7  | 52  | 156 | −104 | 0  | 0   |

| 21 de Setembro 16:15 (UTC+9) | França         | 23 – 21 | Argentina      | Tokyo Stadium, Chofu                        |
| 22 de Setembro 19:15 (UTC+9) | Inglaterra     | 35 – 3  | Tonga          | Sapporo Dome, Sapporo                       |
| 26 de Setembro 19:45 (UTC+9) | Inglaterra     | 45 – 7  | Estados Unidos | Estádio Kobe Wing, Kobe                     |
| 28 de Setembro 13:45 (UTC+9) | Argentina      | 28 – 12 | Tonga          | Estádio de Rugby de Hanazono, Higashiosaka  |
| 2 de Outubro 16:45 (UTC+9)   | França         | 33 – 9  | Estados Unidos | Estádio Fukuoka Hakatanomori, Fukuoka       |
| 5 de Outubro 17:00 (UTC+9)   | Inglaterra     | 39 – 10 | Argentina      | Tokyo Stadium, Chofu                        |
| 6 de Outubro 16:45 (UTC+9)   | França         | 23 – 21 | Tonga          | Estádio de Kumamoto, Kumamoto               |
| 9 de Outubro 13:45 (UTC+9)   | Argentina      | 47 – 17 | Estados Unidos | Kumagaya Rugby Ground, Kumagaya             |
| 12 de Outubro 17:15 (UTC+9)  | Inglaterra     | 0 – 0   | França         | Estádio Internacional de Yokohama, Yokohama |
| 13 de Outubro 14:45 (UTC+9)  | Estados Unidos | 19 – 31 | Tonga          | Estádio de Rugby de Hanazono, Higashiosaka  |

### Grupo D
| Equipe        | J | V | E | D | TF | PF  | PS  | +/− | PB | Pts |
| ------------- | - | - | - | - | -- | --- | --- | --- | -- | --- |
| País de Gales | 4 | 4 | 0 | 0 | 17 | 136 | 69  | +67 | 3  | 19  |
| Austrália     | 4 | 3 | 0 | 1 | 20 | 136 | 68  | +68 | 4  | 16  |
| Fiji          | 4 | 1 | 0 | 3 | 17 | 110 | 108 | +2  | 3  | 7   |
| Geórgia       | 4 | 1 | 0 | 3 | 9  | 65  | 122 | −57 | 1  | 5   |
| Uruguai       | 4 | 1 | 0 | 3 | 6  | 60  | 140 | −80 | 0  | 4   |

| 21 de Setembro 13:45 (UTC+9) | Austrália     | 39 – 21 | Fiji          | Sapporo Dome, Sapporo                        |
| 23 de Setembro 19:15 (UTC+9) | País de Gales | 43 – 14 | Geórgia       | Estádio de Toyota, Toyota                    |
| 25 de Setembro 14:15 (UTC+9) | Fiji          | 27 – 30 | Uruguai       | Kamaishi Recovery Memorial Stadium, Kamaishi |
| 29 de Setembro 14:15 (UTC+9) | Geórgia       | 33 – 7  | Uruguai       | Kumagaya Rugby Ground, Kumagaya              |
| 29 de Setembro 16:45 (UTC+9) | Austrália     | 25 – 29 | País de Gales | Tokyo Stadium, Chofu                         |
| 3 de Outubro 14:15 (UTC+9)   | Geórgia       | 10 – 45 | Fiji          | Estádio de Rugby de Hanazono, Higashiosaka   |
| 5 de Outubro 14:15 (UTC+9)   | Austrália     | 45 – 10 | Uruguai       | Estádio de Oita, Oita                        |
| 9 de Outubro 18:45 (UTC+9)   | País de Gales | 29 – 17 | Fiji          | Estádio de Oita, Oita                        |
| 11 de Outubro 19:15 (UTC+9)  | Austrália     | 27 – 8  | Geórgia       | Shizuoka Stadium Ecopa, Fukuroi              |
| 13 de Outubro 17:45 (UTC+9)  | País de Gales | 35 – 13 | Uruguai       | Estádio de Kumamoto, Kumamoto                |

## Fase final
|  | Quartas de final | Quartas de final                  |                                   |               | Semifinais     | Semifinais     |  |  | Final         | Final |
|  |                  |                                   |                                   |               |                |                |  |  |               |       |
|  | Estádio de Oita  |                                   |                                   |               |                |                |  |  |               |       |
|  |                  |                                   |                                   |               |                |                |  |  |               |       |
|  | Inglaterra       | 40                                |                                   |               |                |                |  |  |               |       |
|  | Inglaterra       | 40                                | Estádio Internacional de Yokohama |               |                |                |  |  |               |       |
|  | Austrália        | 16                                |                                   |               |                |                |  |  |               |       |
|  | Austrália        | 16                                | Inglaterra                        | 19            |                |                |  |  |               |       |
|  | Tokyo Stadium    |                                   | Inglaterra                        | 19            |                |                |  |  |               |       |
|  |                  | Nova Zelândia                     | 7                                 |               |                |                |  |  |               |       |
|  | Nova Zelândia    | Nova Zelândia                     | 7                                 | 46            |                |                |  |  |               |       |
|  | Nova Zelândia    |                                   | Estádio Internacional de Yokohama | 46            |                |                |  |  |               |       |
|  | Irlanda          | 14                                |                                   |               |                |                |  |  |               |       |
|  | Irlanda          | 14                                | Inglaterra                        | 12            |                |                |  |  |               |       |
|  | Estádio de Oita  |                                   | Inglaterra                        | 12            |                |                |  |  |               |       |
|  |                  | África do Sul                     | 32                                |               |                |                |  |  |               |       |
|  | País de Gales    | África do Sul                     | 32                                | 20            |                |                |  |  |               |       |
|  | País de Gales    | Estádio Internacional de Yokohama |                                   | 20            |                |                |  |  |               |       |
|  | França           | 19                                |                                   |               |                |                |  |  |               |       |
|  | França           | 19                                | País de Gales                     | 16            | Terceiro lugar | Terceiro lugar |  |  |               |       |
|  | Tokyo Stadium    |                                   | País de Gales                     | 16            | Terceiro lugar | Terceiro lugar |  |  |               |       |
|  |                  | África do Sul                     | 19                                |               |                |                |  |  |               |       |
|  | Japão            | África do Sul                     | 19                                | 3             | Nova Zelândia  | 40             |  |  |               |       |
|  | Japão            |                                   |                                   | 3             | Nova Zelândia  | 40             |  |  |               |       |
|  | África do Sul    | 26                                |                                   | País de Gales | 17             |                |  |  |               |       |
|  | África do Sul    | 26                                |                                   |               | 17             |                |  |  |               |       |
|  |                  |                                   |                                   |               |                |                |  |  | Tokyo Stadium |       |
|  |                  |                                   |                                   |               |                |                |  |  |               |       |

### Quartas de final
| 19 de Outubro 16:15 (UTC+9) |        |                                                                                           |                                                                       |
| Inglaterra | 40–16  | Austrália                                                                                 | Estádio de Oita, Oita Público: 36.954 Árbitro: Jérôme Garcès (França) |
| Tries: May (2) 18' c, 21' c Sinckler 46' c Watson 76' c Conv.: Farrell (4/4) 19', 23', 47', 77' Penais: Farrell (4/4) 30', 51', 66', 73' | Report | Tries: Koroibete 43' c Conv.: Lealiifano (1/1) 44' Penais: Lealiifano (3/3) 12', 26', 41' | Estádio de Oita, Oita Público: 36.954 Árbitro: Jérôme Garcès (França) |

| 19 de Outubro 19:15 (UTC+9) |        |                                                               |                                                                   |
| Nova Zelândia | 46–14  | Irlanda                                                       | Tokyo Stadium, Chofu Público: 46.686 Árbitro: Nigel Owens (Gales) |
| Tries: A. Smith (2) 14' c, 20' c B. Barrett 32' m Taylor 48' c Todd 61' m Bridge 73' c J. Barrett 79' m Conv.: Mo'unga (3/5) 15', 22', 49' B. Barrett (1/2) 74' Penais: Mo'unga (1/1) 6' | Report | Tries: Henshaw 69' c Penalty try 76' Conv.: Carbery (1/1) 69' | Tokyo Stadium, Chofu Público: 46.686 Árbitro: Nigel Owens (Gales) |

| 20 de Outubro 16:15 (UTC+9)                                                                       |        |                                                                                  |                                                                            |
| País de Gales                                                                                     | 20–19  | França                                                                           | Estádio de Oita, Oita Público: 34.426 Árbitro: Jaco Peyper (África do Sul) |
| Tries: Wainwright 12' c Moriarty 74' c Conv.: Biggar (2/2) 13', 75' Penais: Biggar (2/2) 20', 54' | Report | Tries: Vahaamahina 5' m Ollivon 8' c Vakatawa 31' c Conv.: Ntamack (2/3) 9', 32' | Estádio de Oita, Oita Público: 34.426 Árbitro: Jaco Peyper (África do Sul) |

| 20 de Outubro 19:15 (UTC+9) |        | |                                                                         |
| Japão                       | 3–26   | África do Sul                                                                                              | Tokyo Stadium, Chofu Público: 48.831 Árbitro: Wayne Barnes (Inglaterra) |
| Penais: Tamura (1/1) 20'    | Report | Tries: Mapimpi (2) 4' m, 70' m de Klerk 66' c Conv.: Pollard (1/3) 66' Penais: Pollard (3/4) 44', 49', 64' | Tokyo Stadium, Chofu Público: 48.831 Árbitro: Wayne Barnes (Inglaterra) |

### Semi-finais
| 26 de Outubro 17:00 (UTC+9)                                                       |        |                                             |                                                                                          |
| Inglaterra                                                                        | 19–7   | Nova Zelândia                               | Estádio Internacional de Yokohama, Yokohama Público: 68.843 Árbitro: Nigel Owens (Gales) |
| Tries: Tuilagi 2' c Conv.: Farrell (1/1) 3' Penais: Ford (4/5) 40', 50', 63', 69' | Report | Tries: Savea 57' c Conv.: Mo'unga (1/1) 58' | Estádio Internacional de Yokohama, Yokohama Público: 68.843 Árbitro: Nigel Owens (Gales) |

| 27 de Outubro 18:00 (UTC+9)                                                      |        |                                                                                           |                                                                                             |
| País de Gales                                                                    | 16–19  | África do Sul                                                                             | Estádio Internacional de Yokohama, Yokohama Público: 67.750 Árbitro: Jérôme Garcès (França) |
| Tries: Adams 65' c Conv.: Halfpenny (1/1) 66' Penais: Biggar (3/3) 18', 39', 46' | Report | Tries: de Allende 57' c Conv.: Pollard (1/1) 58' Penais: Pollard (4/4) 15', 20', 35', 76' | Estádio Internacional de Yokohama, Yokohama Público: 67.750 Árbitro: Jérôme Garcès (França) |

### Final do bronze
| 1 de Novembro 18:00 (UTC+9) |        | |                                                                         |
| Nova Zelândia | 40–17  | País de Gales                                                                                       | Tokyo Stadium, Chofu Público: 48.842 Árbitro: Wayne Barnes (Inglaterra) |
| Tries: Moody 5' c B. Barrett 13' c B. Smith (2) 33' c, 40+1' c Crotty 42' c Mo'unga 76' m Conv.: Mo'unga (5/6) 7', 14', 34', 40+2', 44' | Report | Tries: Amos 19' c Adams 59' c Conv.: Patchell (1/1) 21' Biggar (1/1) 61' Penais: Patchell (1/1) 27' | Tokyo Stadium, Chofu Público: 48.842 Árbitro: Wayne Barnes (Inglaterra) |

### Final
| 2 de Novembro 18:00 (UTC+9)              |        | |                                                                                             |
| Inglaterra                               | 12–32  | África do Sul | Estádio Internacional de Yokohama, Yokohama Público: 70.103 Árbitro: Jérôme Garcès (França) |
| Penais: Farrell (4/5) 23', 35', 52', 60' | Report | Tries: Mapimpi 66' c Kolbe 74' c Conv.: Pollard (2/2) 67', 75' Penais: Pollard (6/8) 10', 26', 39', 43', 46', 58' | Estádio Internacional de Yokohama, Yokohama Público: 70.103 Árbitro: Jérôme Garcès (França) |

## Patrocinadores
| Parceiros Mundiais           | Emirates, Heineken, Land Rover, Société Générale, DHL, MasterCard |
| Patrocinadores Oficiais      | Canon, Secom, Taisho Pharmaceutical, Toto, Mitsubishi Estate, NEC |
| Fornecedores de Equipamentos | Gilbert, Tudor—Rolex, Toppan, Canterbury                          |

## Cobertura
- França – TF1[12]
- Irlanda – eirSport[13]
- Japão – IGBS[14]
- Nova Zelândia - Spark New Zealand[15]
- Reino Unido da Grã-Bretanha e Irlanda do Norte – ITV[16]
- Estados Unidos – NBC Sports[17], UDN, UniMás e Univision
- Brasil – ESPN